# ヤンボシ
ヤンボシは、鹿児島県肝属郡百引村（現・鹿屋市）や宮崎県に伝わる妖怪。

## 概要
夜の山道を歩いていると出遭うもので、大きな影が人型に広がって現れるといわれる。
宮崎ではヤンブシともいって、坊主が首吊りをした場所に必ず現れ、夜に山へ行くとヤンブシにさらわれるという。出現に気づいてから走って逃げても追いかけてくるので、狙われた際にはさらわれることを覚悟しなければならないが、人間がヤンブシに気づかないときには、ヤンブシの方も人間を気にしないことが多いという。
奄美群島でもヤンブシといい、髪を振り乱した妖怪として怖れられている。
山道でこうした妖怪の言い伝えがあるため、かつては夕方に道を行く人同士が声をかけ合う風習があった。これは単なる礼儀ではなく、行き会った相手に対して、自分が化け物でないことを証明する意味であったという。
名称は「ヤンボシ」「ヤンブシ」ともに、「山伏（やまぶし）」に由来するといわれる。